# Långtjärnen (Laxsjö socken, Jämtland, 709123-145761)
Långtjärnen är en sjö i Krokoms kommun i Jämtland och ingår i Indalsälvens huvudavrinningsområde. Långtjärnen ligger i Kullflon-Nyflon Natura 2000-område.